# Racosperma glaucocaesium
Racosperma glaucocaesium là một loài thực vật có hoa trong họ Đậu. Loài này được (Domin) Pedley mô tả khoa học đầu tiên năm 2003.